# Salim Ahmed Salim
Salim Ahmed Salim (en árabe: سليم احمد سليم‎, urdu: سلیم احمد سلیم, en suajili: Salim Ahmad Salim; Zanzíbar, 23 de enero de 1942) es un político y diplomático tanzano, que se desempeñó como ministro de defensa, ministro de asuntos exteriores y primer ministro de Tanzania. En el plano internacional, fue presidente de la Asamblea General de las Naciones Unidas, entre 1979 y 1980, durante el trigésimo cuarto período de sesiones. También fue secretario general de la Organización de la Unidad Africana entre 1989 y 2001.

## Biografía

### Primeros años
Nacido en Zanzíbar, en 1968 se graduó en la Universidad de Delhi, realizando en 1975 una maestría en asuntos internacionales en la Universidad de Columbia en Nueva York.

### Carrera
Como diplomático, fue embajador de Tanzania en Egipto entre 1964 y 1965 y alto comisionado en la India entre 1965 y 1968. Durante un año cumplió funciones en el Ministerio de Asuntos Exteriores tanzano, antes de ser nombrado embajador en la República Popular China en 1969. Al año siguiente fue enviado a Nueva York como representante permanente ante las Naciones Unidas, ocupando el cargo durante diez años. Simultáneamente, estuvo acreditado como embajador no residente en Cuba y como alto comisionado no residente en Barbados, Guyana, Jamaica y Trinidad y Tobago.
En la ONU, en enero de 1976 fue presidente del Consejo de Seguridad. En septiembre de 1979 fue elegido presidente del trigésimo cuarto período de sesiones de la Asamblea General de las Naciones Unidas (AGNU). También fue presidente de la sexta y séptima sesión especial de emergencia en enero y julio de 1980, y presidente del undécimo período extraordinario de sesiones de la AGNU en septiembre de 1980.
También presidió el Comité de Sanciones del Consejo de Seguridad sobre Rodesia en 1975, la Conferencia Internacional de Sanciones contra Sudáfrica en 1981, la Conferencia Internacional de París contra el apartheid en 1984, y el Comité de Descolonización entre 1972 y 1980.
En 1981, se postuló para el cargo de Secretario General de las Naciones Unidas contra el titular de dos mandatos, Kurt Waldheim de Austria. En ese momento se desempeñaba como presidente de la AGNU y contaba con el apoyo de la Organización de la Unidad Africana y el Movimiento de Países No Alineados. También pudo haber contado con China para vetar a Waldheim en el Consejo de Seguridad. Sin embargo, Salim tuvo la oposición de la presidencia de Ronald Reagan en Estados Unidos, siendo considerado como un «radical anti-estadounidense» que era hostil a Sudáfrica y apoyaba el estado palestino. La Unión Soviética también se opuso a Salim por su activismo y su postura pro China.
Ganó la primera ronda de votación con 11 votos contra los 10 de Waldheim. Como se esperaba, Salim fue vetado por los Estados Unidos y Waldheim fue vetado por China. El apoyo de Salim se redujo después de la primera ronda, ya que algunos países creían que los Estados Unidos se oponían implacablemente a Salim, mientras que China había eliminado previamente su veto de Waldheim en 1971 y 1976. Sin embargo, ninguno de los dos países cedería, ya que la selección se paralizó durante seis semanas en un total de 16 rondas de votación. El punto muerto finalmente terminó cuando Waldheim y Salim se retiraron de las elecciones, abriendo la selección a otros candidatos.
Tras dejar la misión permanente de Tanzania ante la ONU, fue nombrado ministro de asuntos exteriores. Ocupó el cargo hasta abril de 1984 cuando asumió como primer ministro, ocupando el cargo hasta noviembre de 1985, cuando fue designado vice primer ministro y ministro de defensa y servicio nacional. Dejó el gobierno tanzano cuando asumió con secretario general de la Organización de la Unidad Africana (organismo predecesor de la Unión Africana) el 19 de septiembre de 1989, tras ser elegido el 27 de julio de ese año y reelegido dos veces más.
En 1996, fue nuevamente mencionado para ocupar la secretaría general de la ONU. Boutros Boutros-Ghali se postuló sin oposición para un segundo mandato y contó con el apoyo de 14 de los 15 miembros del Consejo de Seguridad. Los Estados Unidos se opusieron a Boutros-Ghali y se ofrecieron a apoyar a cualquier otro candidato africano, incluido Salim. Sin embargo, Francia dejó en claro que vetaría a Salim, por lo que no fue nominado.
Entre 2004 y 2008 fue enviado especial de la Unión Africana sobre el conflicto de Darfur en Sudán.
En años recientes, ha sido presidente de una fundación, y miembro del Comité Ejecutivo Nacional del partido político Chama Cha Mapinduzi (CCM).

## Distinciones
- Liberia: Orden de la Estrella de África (1980)[1]
- Tanzania: Orden de la República Unida de Tanzania (1985)[1]
- Ruanda: Orden Nacional de las Mil Colinas (1993)[1]
- República del Congo: Gran Cruz de la Orden de Devoción República del Congo (1994)[1]
- República Centroafricana: Gran oficial de la Orden del Mérito (1994)[1]
- Gran Yamahiriya Árabe Libia Popular Socialista (Libia): Medalla de África (1999)[1]
- Senegal: Gran oficial de la Orden Nacional del León (2000)[1]
- Sudán: Orden de los Dos Nilos (2001)[1]
- Argelia: Orden Nacional del Mérito (2001)[1]
- Togo: Orden de Mono (2001)[1]
- Malí: Orden Nacional de Malí (2001)[1]
- Chinaː Medalla de la Amistad (2019)[19]

En 2014 la Unión Africana le otorgó el Premio Hijo de África.
Recibió títulos honoríficos de la Universidad de Filipinas en Los Baños, la Universidad de Maiduguri (Nigeria), la Universidad de Mauricio, la Universidad de Jartum (Sudán), la Universidad de Bolonia (Italia), la Universidad de Ciudad del Cabo (Sudáfrica) y la Universidad de Adís Abeba (Etiopía).